# Adam Blythe
Adam Blythe (Sheffield, Anglaterra, 1 d'octubre de 1989) és un ciclista anglès, ja retirat, que fou professional del 2010 al 2019. Durant la seva carrera va córrer als equips BMC Racing Team, NFTO, Orica-GreenEDGE, Tinkoff, Aqua Blue Sport i Lotto-Soudal.
En el seu palmarès destaca la victòria al Circuit franco-belga i al Premi Nacional de Clausura del 2010, així com el Campionat nacional en ruta de 2016.
Una vegada retirat passà a fer de comentarista de ciclisme per la cadena Eurosport i NBC. El novembre de 2019 anuncià que ocuparia un paper en l'empresa de roba de ciclisme CHPT3 de David Millar.

## Palmarès en pista
- 2006
  -  Campió d'Europa júnior en Persecució per equips, amb Jonathan Bellis, Steven Burke i Peter Kennaugh
  -  Campió del Regne Unit de puntuació júnior
- 2007
  -  Campió d'Europa júnior en Persecució per equips, amb Mark McNally, Luke Rowe i Peter Kennaugh
  -  Campió del Regne Unit d'americana, amb Luke Rowe
  - 1r a la UIV Cup Gen, Sub-23, amb Peter Kennaugh

## Palmarès en ruta
- 2007
  - 1r als Tres dies d'Axel i vencedor de 2 etapes
- 2008
  - Vencedor d'una etapa del Tour de Hong Kong Shanghai
- 2009
  - 1r al Circuit del Port de Dunkerque
  - Vencedor d'una etapa de la Volta a Turíngia
- 2010
  - 1r al Circuit franco-belga i vencedor de 2 etapes
  - 1r al Premi Nacional de Clausura
- 2012
  - 1r al Memorial Frank Vandenbroucke
  - Vencedor d'una etapa de la París-Corrèze
- 2014
  - 1r a la RideLondon Classic
- 2016
  -  Campió del Regne Unit en ruta
- 2018
  - 1r a l'Elfstedenronde

### Resultats al Giro d'Itàlia
- 2010. Abandona (11a etapa)
- 2011. Abandona (10a etapa)
- 2013. 167è de la classificació general

### Resultats a la Volta a Espanya
- 2017. 155è de la classificació general